# Finger roll

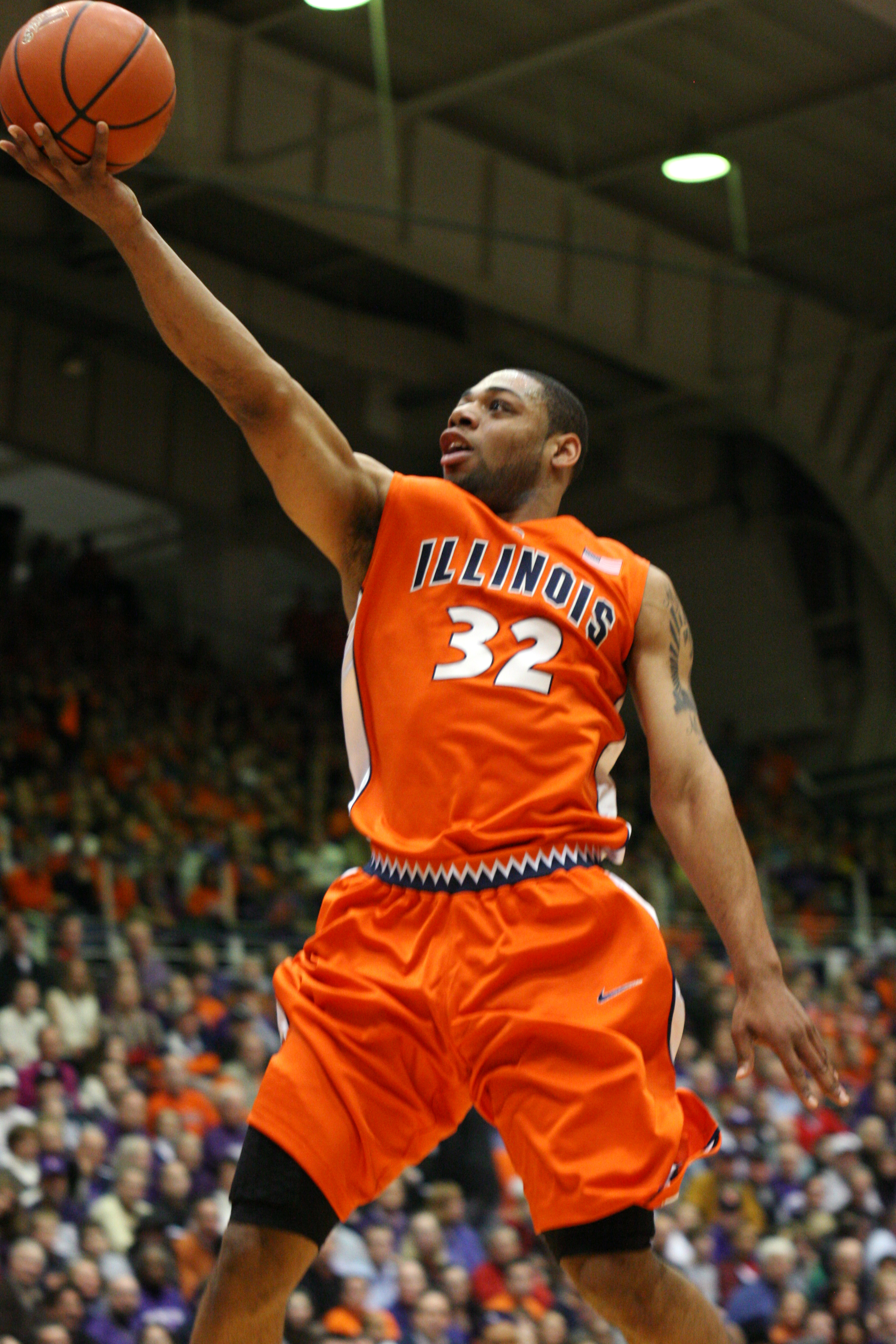
Demetri McCamey réalisant un finger roll.

Un finger roll (« roulé sur les doigts ») est une manière d'inscrire un panier au basket-ball. Il s'agit d'une variante du double-pas (layup), qui consiste à amener le ballon vers le panier en le faisant rouler sur le bout des doigts.
Son principal avantage, outre son caractère spectaculaire, est d'emmener le ballon suffisamment haut pour éviter les contres de la part des défenseurs. La rotation du ballon entraînée par le roulement sur les doigts permet de l'envoyer contre le panneau ou directement dans l'arceau.

## Technique
Le finger roll est généralement réalisé lorsque l'espace vers le panier est relativement libre. Le joueur saute et maintient le ballon en l'air en le soutenant avec la paume de sa main. Il fait ensuite glisser la balle vers l'avant de sa main, puis fléchit les doigts tout en effectuant un petit mouvement du poignet pour la lancer.
Le finger roll est réputé être très difficile à maîtriser : cette technique s'adresse aux joueurs expérimentés. En outre, dans la mesure où elle est réalisée à une seule main, la balle est moins bien protégée des contres que lors d'un dunk ou d'un double-pas effectué à deux mains.

## Utilisation
Le finger roll a été développé par Wilt Chamberlain dans les années 1960. L'arrière des Spurs de San Antonio George Gervin en fit l'une de ses techniques favorites et la rendit très difficile à défendre : il fut ainsi meilleur marqueur de la saison NBA à quatre reprises. 